# Richard Mariko
Richard Mariko (9 dicembre 1982) è un calciatore samoano americano, di ruolo centrocampista.

## Carriera

### Nazionale
Era in panchina all'inizio della partita Australia-Samoa Americane 31-0, entrando poi al 50º minuto al posto di Lisi Leututu.